# La Source (film, 2019)
 (juillet 2019).
Si vous disposez d'ouvrages ou d'articles de référence ou si vous connaissez des sites web de qualité traitant du thème abordé ici, merci de compléter l'article en donnant les références utiles à sa vérifiabilité et en les liant à la section « Notes et références ».
Pour les articles homonymes, voir La Source.
Pour plus de détails, voir Fiche technique et Distribution.
La Source est un film français réalisé par Rodolphe Lauga et sorti en 2019.

## Synopsis
Largement inspiré par le livre Zarma Sunset de Karim Braire, le film raconte l'histoire d'un habitant de banlieue qui devient surfeur professionnel.

## Fiche technique
- Réalisation : Rodolphe Lauga
- Scénario : Rodolphe Lauga et Julien Lambroschini, d'après une histoire vraie
- Photographie : Antony Diaz
- Montage : Frédéric Baillehaiche
- Son : Alexandre Verwaerde
- Musique : Superpoze
- Décors : Sébastien Danos
- Costumes : Muriel Legrand
- Producteurs : Maxime Delauney, Romain Rousseau, Rodolphe Lauga, Benjamin Gufflet
- Production : Nolita Cinéma et 7833 Productions
- SOFICA : Cofimage 30, Cofinova 15, LBPI 12
- Distribution : Apollo Films
- Durée : 93 minutes
- Genre : comédie dramatique, sport
- Date de sortie :  France : 24 juillet 2019

## Distribution
- Sneazzy : Samir Benhima
- Christophe Lambert : Tony Lamouche
- Alice David : Julie
- Fred Testot : Patrick
- Christine Citti : Danièle Lamouche
- Pascal Demolon : M. Drollet
- Jean-François Cayrey : Lionel Pommier
- Thomas Goldberg : Eddy
- Karim Braire : Propriétaire de la voiture de sport
- Édouard Court : Tim, le frère de Julie

## Accueil

### Critiques
En France, Allociné propose une note moyenne de 3⁄5 à partir de 12 critiques de presse.
Pour 20 Minutes, « ce conte riche en valeurs positives offre un premier rôle en or au rappeur qui fait ses premiers pas comme comédien en donnant aussi la réplique à Fred Testot et Alice David. ». Enfin pour Télérama, « Le film n'évite pas toujours la facilité, cède parfois à la sensiblerie, mais il surprend aussi par sa manière de prendre son temps. ».